# Mount Caywood
Mount Caywood ist ein 1500 m hoher und markanter Berg im westantarktischen Ellsworthland. Er ragt im vereisten Tal inmitten der Behrendt Mountains auf halbem Weg zwischen Mount Chandler und Mount Huffman auf.
Der United States Geological Survey kartierte ihn anhand eigener Vermessungen und Luftaufnahmen der United States Navy aus den Jahren von 1961 bis 1967. Das Advisory Committee on Antarctic Names benannte ihn 1966 nach Lindsay Patrick Caywood Jr., Geophysiker im Camp Sky-Hi in der Umgebung des Bergs im antarktischen Sommer von 1961 bis 1962.